# Turkmenische Eishockeynationalmannschaft
Die turkmenische Eishockeynationalmannschaft der Herren existiert seit 2011. Sie wird von der Turkmenistanyň gyşgy sport görnüşleriniň milli merkezi organisiert.
Das turkmenische Eishockey erhielt 2006 einen großen Schub, nachdem Staatspräsident Saparmyrat Nyýazow ein Eisstadion im Kopet-Dag-Gebirge bauen ließ. Das 2011 gebildete Nationalteam spielte 2013 erstmals international in einem Freundschaftsspiel gegen Minsk. Seit 2015 ist der Turkmenistanyň gyşgy sport görnüşleriniň milli merkezi Mitglied der IIHF.
2017 nahm Turkmenistan erstmals an einem IIHF-Wettbewerb teil. Bei den Asien-Winterspielen gewann Turkmenistan alle Spiele in der Division II und erreichte damit Platz 11 von 18 Mannschaften. Wenige Wochen später verzichtete die Mannschaft aber trotz vorheriger Meldung kurzfristig auf die Teilnahme am IIHF Challenge Cup of Asia 2017. Im Jahr 2018 nahm das Land erstmals an einem Weltmeisterschaftsturnier, der Qualifikation zur Division III, teil. Dort gelang der souveräne Aufstieg in die Division III.

## Platzierungen

### Weltmeisterschaft
- 2018 – 1. Platz, Qualifikation zur Division III (Aufstieg in die Division III)
- 2019 – 3. Platz, Division III
- 2020–2021 – keine Austragung
- 2022 – 3. Platz, Division IIIA
- 2023 – 2. Platz, Division IIIA
- 2024 – 4. Platz, Division IIIA
- 2025 – 2. Platz, Division IIIA

### Winter-Asienspiele
- 2017 – 11. Platz (1. Platz Division II)
- 2025 – 10. Platz